# Laurel (Batangas)
Laurel is een gemeente in de Filipijnse provincie Batangas op het eiland Luzon. Bij de laatste census in 2010 telde de gemeente bijna 36 duizend inwoners.

## Geografie

### Bestuurlijke indeling
Laurel is onderverdeeld in de volgende 21 barangays:
| - As-Is - Balakilong - Barangay 1 - Barangay 2 - Barangay 3 - Barangay 4 - Barangay 5 - Berinayan - Bugaan East - Bugaan West - Buso-buso | - Dayap Itaas - Gulod - J. Leviste - Molinete - Niyugan - Paliparan - San Gabriel - San Gregorio - Santa Maria - Ticub |

## Demografie
Laurel had bij de census van 2010 een inwoneraantal van 35.674 mensen. Dit waren 721 mensen (2,1%) meer dan bij de vorige census van 2007. Ten opzichte van de census van 2000 was het aantal inwoners gegroeid met 8.070 mensen (29,2%). De gemiddelde jaarlijkse groei in die periode kwam daarmee uit op 2,60%, hetgeen hoger was dan het landelijk jaarlijks gemiddelde over deze periode (1,90%).

De bevolkingsdichtheid van Laurel was ten tijde van de laatste census, met 35.674 inwoners op 71,29 km², 500,4 mensen per km².
Agoncillo · Alitagtag · Balayan · Balete · Batangas City · Bauan · Calaca · Calatagan · Cuenca · Ibaan · Laurel · Lemery · Lian · Lipa · Lobo · Mabini · Malvar · Mataasnakahoy · Nasugbu · Padre Garcia · Rosario · San Jose · San Juan · San Luis · San Nicolas · San Pascual · Santa Teresita · Santo Tomas · Taal · Talisay · Tanauan · Taysan · Tingloy · Tuy